# Daikuhara Gintarō

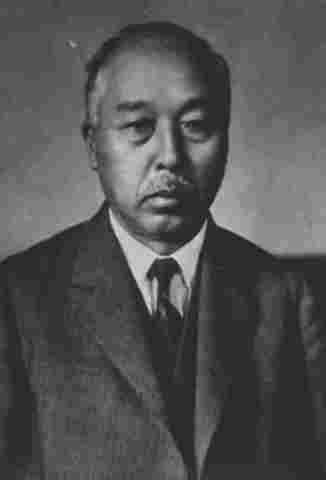
Daikuhara Gintarō

Daikuhara Gintarō (japanisch 大工原 銀太郎; geboren 27. Januar 1868 in Iida (Provinz Shinano); gestorben 9. März 1934) war ein japanischer Agrochemiker.

## Leben und Wirken
Daikuhara Gintarō wurde als Sohn der Familie Suzuki in der Gemeinde Iida in der Provinz Shinano geboren, wurde dann 1883 von Daikuhara Kōkichi (?) (大工原 孝吉) adoptiert. 1894 beendete er sein Studium an der Universität Tokio im Fach Agrarchemie. Im folgenden Jahr, 1895, wurde er Ingenieur an der landwirtschaftlichen Versuchsstation des Ministeriums für Landwirtschaft und Handel und entwickelte eine Methode zur Quantifizierung des Säuregehalts von mineralsauren Böden, die als Daikuhara sando (大工原酸度), als „Säuregehalt nach Daikuhara“ bezeichnet wird.
Weiter untersuchte er die Verteilung des Säuregehalts nach Wirtsgestein im geologischen System und kam zu dem Ergebnis, dass fast alle Böden in Japan saure Böden waren. Er erprobte Verbesserungsmaßnahmen durch Säureneutralisation und leistete so einen wichtigen Beitrag zur Verbesserung der Düngung landwirtschaftlicher Flächen.
1911 wurde Daikuhara zum Doktor der Landwirtschaft promoviert. 1917 wirkte er zusätzlich auch als Patentbüro-Ingenieur und war an der Entwicklung von Kunstdünger beteiligt. Mit der Gründung der Fakultät für Landwirtschaft an der Universität Kyūshū im Jahr 1919 wurde er zum Professor und dann 1924 zum Präsidenten der Universität ernannt. 1930 ging er in den Ruhestand und übernahm die Präsidentschaft der Dōshisha-Universität in Kyōto.
Daikuhara hinterließ das Lehrbuch Dojōgaku kōgi (土壌学講義 ‚Vorlesungen zur Bodenkunde‘).